# Alegeri legislative în Suedia, 1998
Aici sunt rezultatele alegerilor generale pentru Parlamentul Suediei (suedeză Sveriges riksdag), care au avut loc la data de 20 septembrie 1998.
| ← Alegerile parlamentare, 1998 → | ← Alegerile parlamentare, 1998 → | ← Alegerile parlamentare, 1998 → | ← Alegerile parlamentare, 1998 → | ← Alegerile parlamentare, 1998 → | ← Alegerile parlamentare, 1998 → |
| Partid                           | Voturi                           | %                                | Locuri                           | Eq¹                              | Lider de partid                  |
| -------------------------------- | -------------------------------- | -------------------------------- | -------------------------------- | -------------------------------- | -------------------------------- |
| Partidul Social Democrat         | 1,914,426                        | 36.4%                            | 131                              | 1                                | Göran Persson                    |
| Partidul Moderat                 | 1,204,926                        | 22.9%                            | 82                               | 5                                | Carl Bildt                       |
| Partidul de Stânga               | 631,011                          | 12.0%                            | 43                               | -                                | Gudrun Schyman                   |
| Partidul Creștin Democrat        | 619,046                          | 11.8%                            | 42                               | 4                                | Alf Svensson                     |
| Partidul Central                 | 269,762                          | 5.1%                             | 18                               | 8                                | Lennart Daléus                   |
| Partidul Liberal al Poporului    | 248,076                          | 4.7%                             | 17                               | 10                               | Lars Leijonborg                  |
| Partidul Verde                   | 236,699                          | 4.5%                             | 16                               | 11                               |                                  |
| Alții                            | 137,176                          | 2.6%                             | -                                | -                                |                                  |
| Total                            | 5,261,122                        | 100%                             | 349                              |                                  | Număr de buletine de vot valide  |
|                                  |                                  |                                  |                                  |                                  |                                  |
| Participare                      | 5,374,588                        | 81,4%                            |                                  |                                  | Număr total de buletine de vot   |

¹ Numărul de locuri de egalizare pentru a asigura reprezentarea proporțională.
Există 310 locuri fixe și 39 de locuri de egalizare, însumând un total de 349 de locuri.

### Interpretive maps

Voturi de către municipalitate. Municipalitătile sunt culoarea parții care a primit cele mai multe voturi în cadrul coaliției care a câștigat majoritatea relativă.
Cartograma din harta de la stânga cu fiecare municipalitate  la numărul de voturi valabil exprimate
Harta arată schimbări de vot de la 1994 până la alegerile din  1998. Mai închisă albastră indică  ca o comună a votat mai mult față de partidele care au format blocul de centru-dreapta. Mai închise la culoare roșu indică o comuna au votat mai mult față de parți care formează blocul de stânga.
Voturi de municipalitate cu o scală de la rosu / blocul de stânga la albastru / blocul de centru-dreapta.
Cartograma de vot cu fiecare municipalitate proporțional cu numărul de voturi valabil exprimate , albastru închis reprezintă o majoritate relativă pentru coaliția de centru-dreapta, roșu aprins reprezină o majoritate relativă pentru coaliția de stânga.